# Dante Lavelli
Dante Bert Joseph Lavelli, mais conhecido como Dante Lavelli (Hudson, 23 de fevereiro de 1923 – Cleveland, 20 de janeiro de 2009), foi jogador de futebol americano que jogou pelo Cleveland Browns no All-America Football Conference e National Football League entre 1946 e 1956. Ele foi eleito para o Pro Football Hall of Fame em 1975.